# Nemzeti Hauszmann Program
A harmadik Orbán-kormány több határozatában szabta meg Nemzeti Hauszmann Terv név alatt a Budai Várnegyed megújításáért indított tízéves, átfogó rekonstrukciós programot, amelynek keretében újjáépül a budai várnegyed több része is. 
A palota alapterületének 34 százaléka látogatható, a beruházás a Magyar Nemzeti Galéria és az Országos Széchényi Könyvtár kiköltöztetésével ezt kétszeresére növeli. Mélygarázsok, lift és rejtett mozgólépcső is épül, megújulnak a várkertek és a várfalak.

## Helyszínek
- Lovarda
- Csikós udvar
- Főőrség
- Stöckl-lépcső

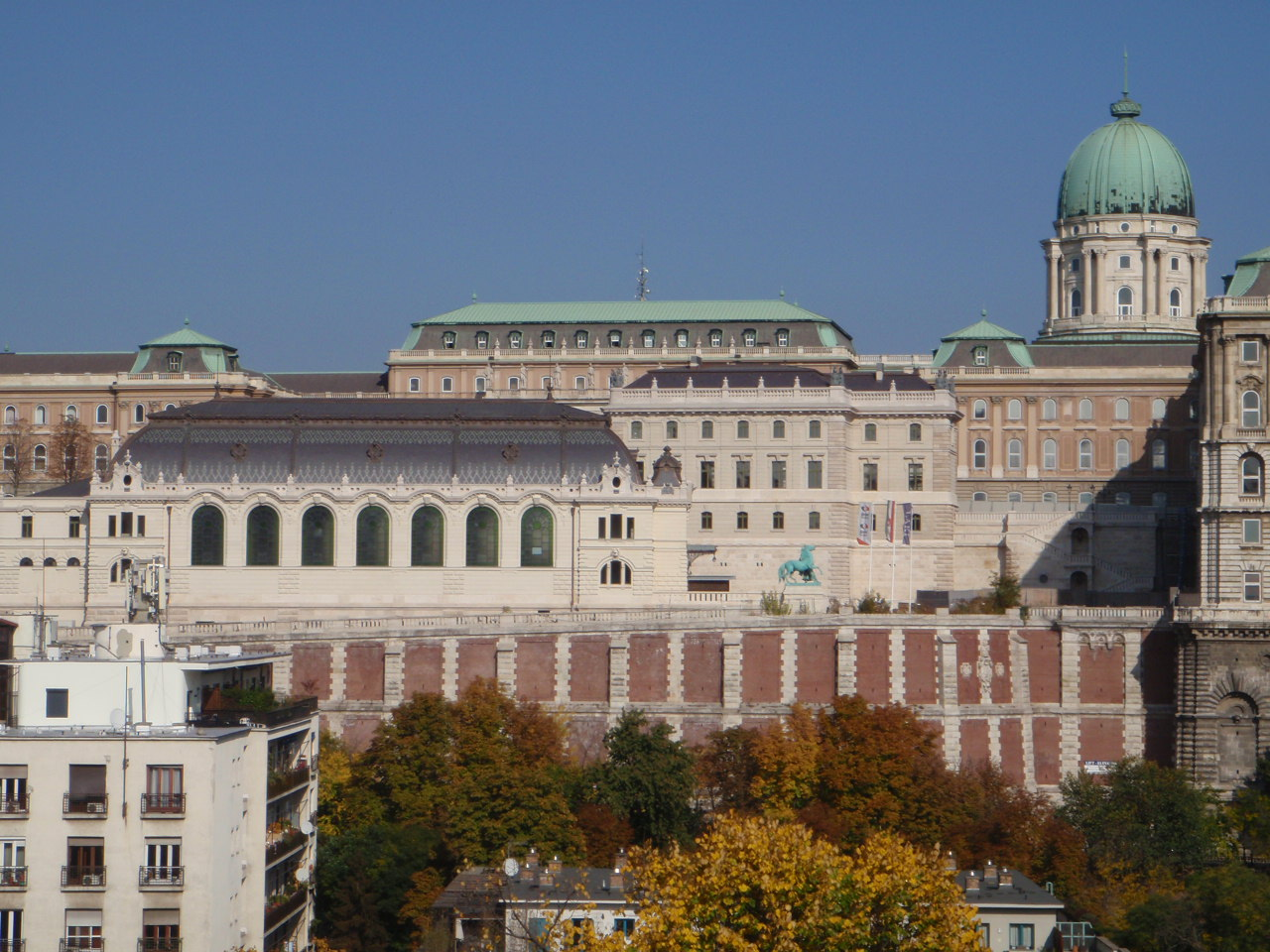
Balról jobbra: a 2019-ben felújított Királyi Lovarda, Várőrlaktanya és Stöckl-lépcső

- Déli összekötő szárny és a Szent István-terem
- várkertek, várfalak, terek, díszkutak, szobrok
- Karmelia kolostor
- József főhercegi palota
- Honvéd Főparancsnokság
- Vöröskereszt Székház
- Fehérvári rondella és a Nyugati kertek
- Pénzügyminisztérium
- Budavári Palota
- Szent György tér
- Magyar Nemzeti Levéltár